# مارک همشیک
مارِک هَمشیک (اسلواکی: Marek Hamšík؛ زاده ۲۷ ژوئیهٔ ۱۹۸۷) بازیکن فوتبال اهل اسلواکی است.
همشیک در طی ۱۲ سال حضورش در ناپولی توانست ۵۲۰ بازی با پیراهن این تیم انجام دهد و ۱۲۱ گل بزند تا در هر دو زمینه در تاریخ باشگاه رکوردار باشد و رکورد دیگو مارادونا را بشکند و بهترین گلزن تاریخ باشگاه ناپولی لقب بگیرد ولی این رکورد او درسال ۲۰۲۰ توسط دریس مرتنز شکسته‌شد.
بعد از شروع فعالیت باشگاه خود در سال ۲۰۰۴ با اسلوان براتیسلاوا، همشیک بعد از آن سال به باشگاه ایتالیایی برشا رفت. در سال ۲۰۰۷، او توسط باشگاه تازه‌وارد باشگاه سری آ ناپولی خریداری شد، جایی که وی از زمان شروع بازی در این باشگاه بوده‌است. انرژی، رهبری، خلاقیت، مهارت و چشم برای هدف از میانه میدان دید که او نقش کلیدی در کمک به تیم را به دو عنوان کوپا ایتالیا، سوپر کاپ ایتالیا، لیگ قهرمانان اروپا و نیمه نهایی لیگ قهرمانان اروپا ۲۰۱۴–۱۵ بازی می‌کند. او بیش از ۱۰۰ گل برای باشگاه به ثمر رسانده و بیش از ۵۰۰ حضور را جمع‌آوری کرده‌است. او در سال ۲۰۱۷ گلزن برتر باشگاه را به خود اختصاص داد و در سال ۲۰۱۸ بارسا در این باشگاه حضورداشت.در تاریخ ۱ ژوئن ۲۰۲۳ ماریو همشیک رسما در سن ۳۵ سالگی ازفوتبال خداحافظی کرد.
همشیک در سطح بین‌المللی، در جام جهانی ۲۰۱۰ به عنوان کاپیتان این تیم به نام اسلواکی معرفی شد و به کشور خود برای اولین بار در تاریخ این مسابقات کمک کرد و سپس تیم ملی را به دور ۱۶ مسابقه با یک تیم پیروزی در دفاع از قهرمان ایتالیا در مسابقه نهایی مرحله گروهی. او بعداً همچنین کشور خود را برای کسب جوایز یورو ۲۰۱۶، اولین حضور خود را در مسابقات قهرمانی اروپا برگزار کرد و یک بار دیگر به مسابقات ملی کمک کرد تا دور دوم رقابت را به دست آورد. او بیش از ۱۰۰ کلاهبرداری بین‌المللی را در سطح بالا جمع‌آوری کرده‌است و بیش از ۲۰ گل به ثمر رسانده‌است و در سال ۲۰۱۸ او تبدیل به بازیکنانی که بیشترین بازیکن را در آن داشتند.
همشیک برای اجرای خود چندین جایزه ویژه نیز کسب کرده‌است: او شش بار برنده جایزه فوتبال اسکاتلندی سال است و او در سال ۲۰۰۸ به عنوان سرپرست جوان فوتبال سال ۲۰۰۸ نامگذاری شد. در سال‌های ۲۰۱۶ و ۲۰۱۷ او به عنوان تیم سریال سال نامگذاری شده بود و در سال ۲۰۱۵ او در لیگ اروپا قرار دارد. در سال ۲۰۱۳، همشیک توسط بلومبرگ به عنوان هشتمین بهترین فوتبالیست در اروپا رتبه‌بندی شد.